# Евгеньев, Евгений Александрович
Евгений Александрович Евгеньев (5 мая 1998 года, Москва, Россия) — российский футболист, полузащитник.

## Карьера
Воспитанник московского «Локомотива». Начинал карьеру в любительских командах. В 2018 году переехал в Армению, где заключил контракт с клубом Первой лиги «Ереван». Оказался в одной команде с многочисленными соотечественниками: Станиславом Ефимовым, Денисом Любимовым, Романом Завьяловым и Максимом Евстигнеевым. Довольно быстро Евгеньеву удалось стать одним из лидеров и бомбардиров команды. Ему удалось помочь ей выйти в элиту местного футбола. В ней он дебютировал 2 августа в матче против «Арарата» (0:1).